# 塚本三
塚本 三（つかもと ぞう、1889年4月21日 - 1952年8月25日）は、日本のジャーナリスト、政治家。公選初の名古屋市長（2期）。戦前は衆議院議員（1期）、名古屋市会議員などを務めた。旧姓は井箟。

## 経歴
岐阜県土岐郡稲津村（現・瑞浪市稲津町）出身。幼くして塚本竜三郎の養子となる。稲津小学校、瑞浪高等小学校卒業。1907年、旧制名古屋中学校卒業。
日本陶器、森村組を経て、1920年2月に名古屋新聞政治記者となる。
1921年10月、名古屋市会議員に就任。1922年3月、名古屋新聞編集長となる。1928年2月、名古屋新聞を退社。
1937年、第20回衆議院議員総選挙で当選し、立憲民政党の衆議院議員となる。1942年、名古屋市会議長に就任。
1947年、公選制となった名古屋市長選挙に立候補し、初当選した。1951年の市長選では、名古屋新聞の先輩にあたる小林橘川を558票の僅差でかわし再選。
1952年5月、第4代全国市長会会長に就任。胃潰瘍が再発し、同年8月3日から東区下竪杉町の市長公舎で療養していたが、8月25日に死去した。63歳没。